# День Волі (Білорусь)

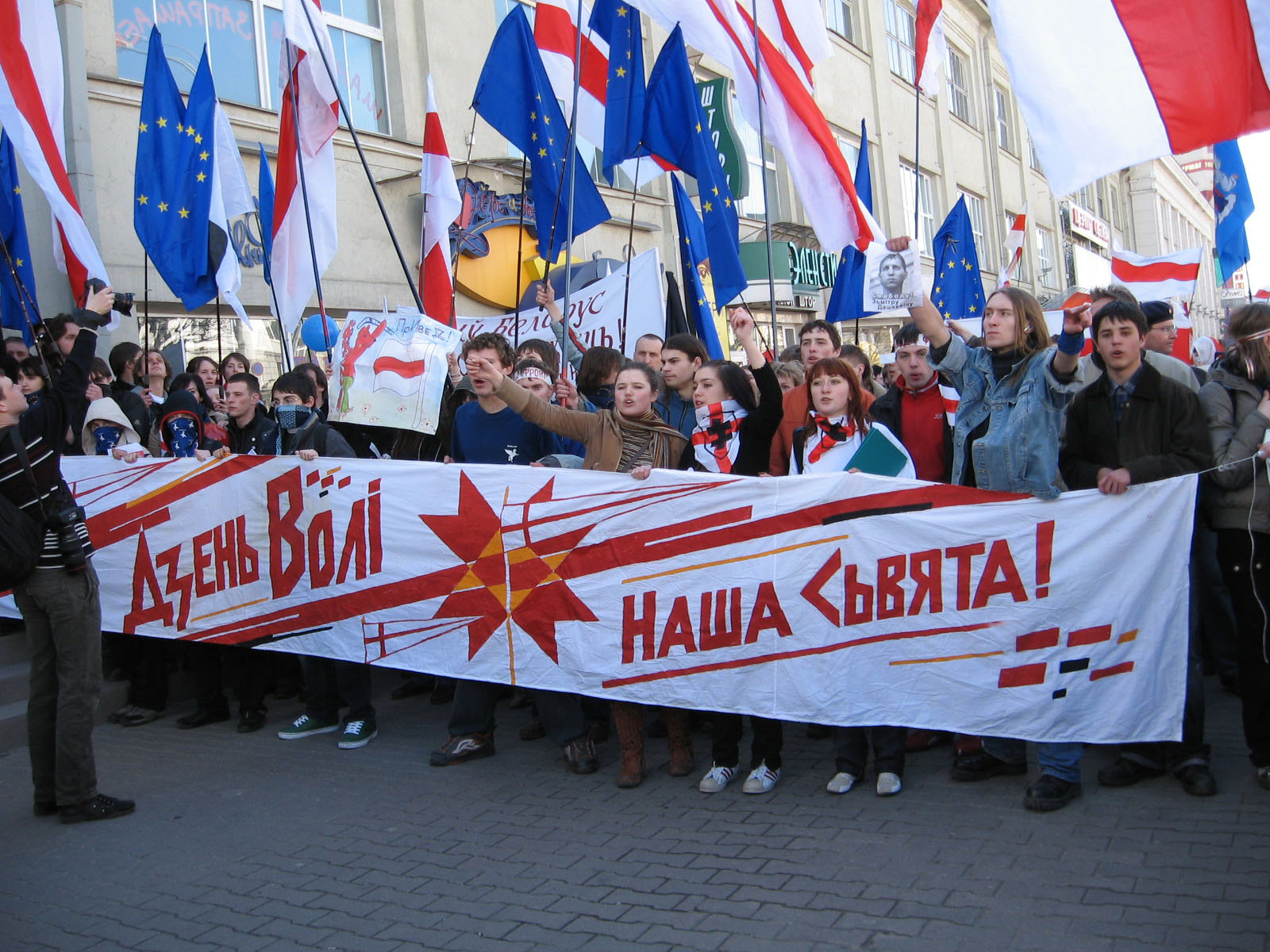
День Волі-2007 в Мінську

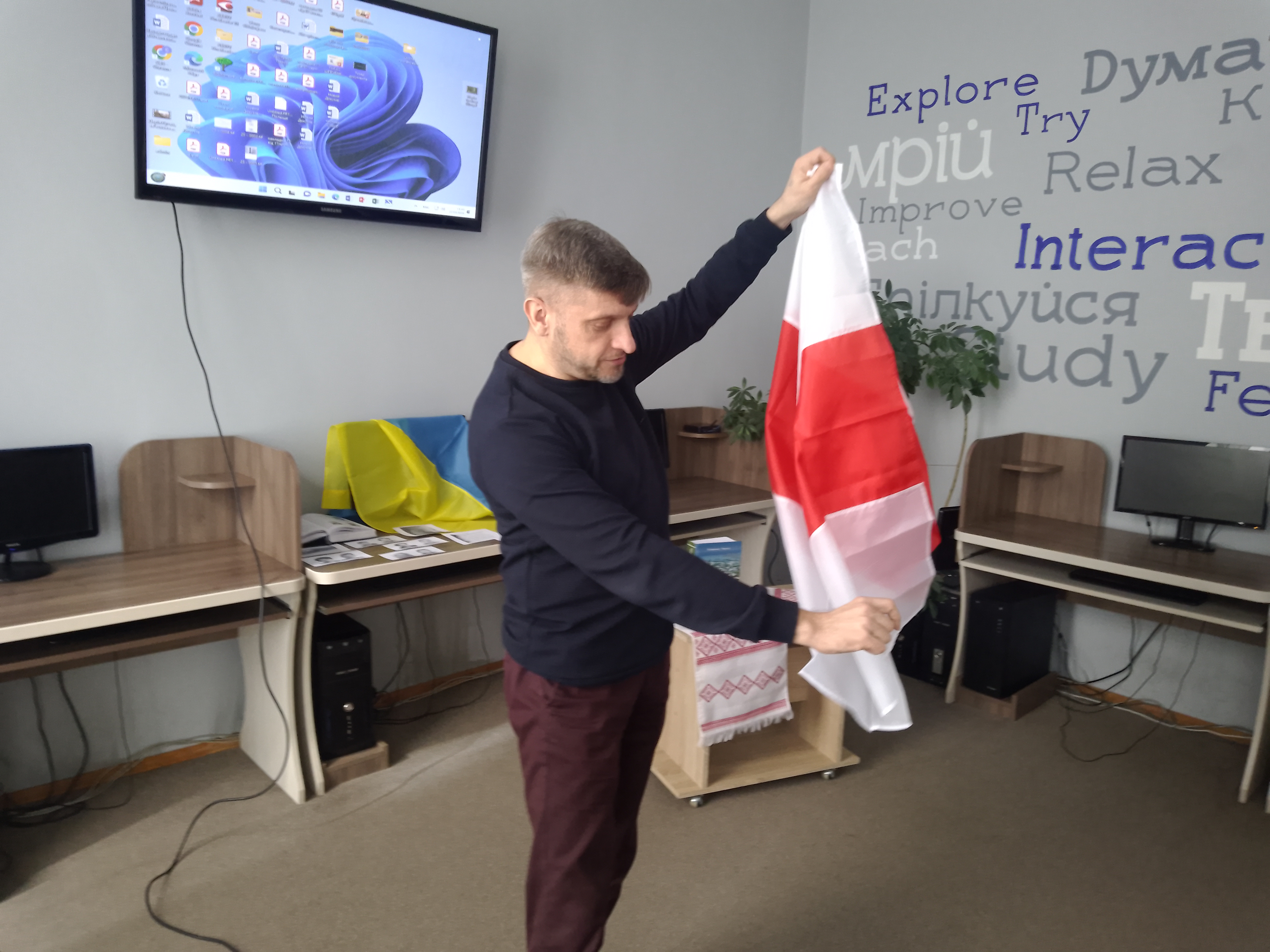
Білоруський стяг на заході в Тернополі демонструє правозахисник Адрей Мядзвєдзєв

День Во́лі (біл. Дзень Во́лі) — неофіційне національне свято, річниця виникнення першої національної білоруської держави, Білоруської Народної Республіки (25 березня 1918, Третя статутна грамота).

## Історичні відомості
25 березня 1918 року в окупованому німцями Мінську Рада Білоруської Народної Республіки (колишній виконком Всебілоруського з'їзду) ухвалила Третю статутну грамоту, згідно з якою БНР проголошувалася вільною і незалежною державою. Рада БНР оголосила, що Берестейський мир, підписаний більшовиками й німцями, утратив чинність, тому закликала переглянути його умови.

## Святкування

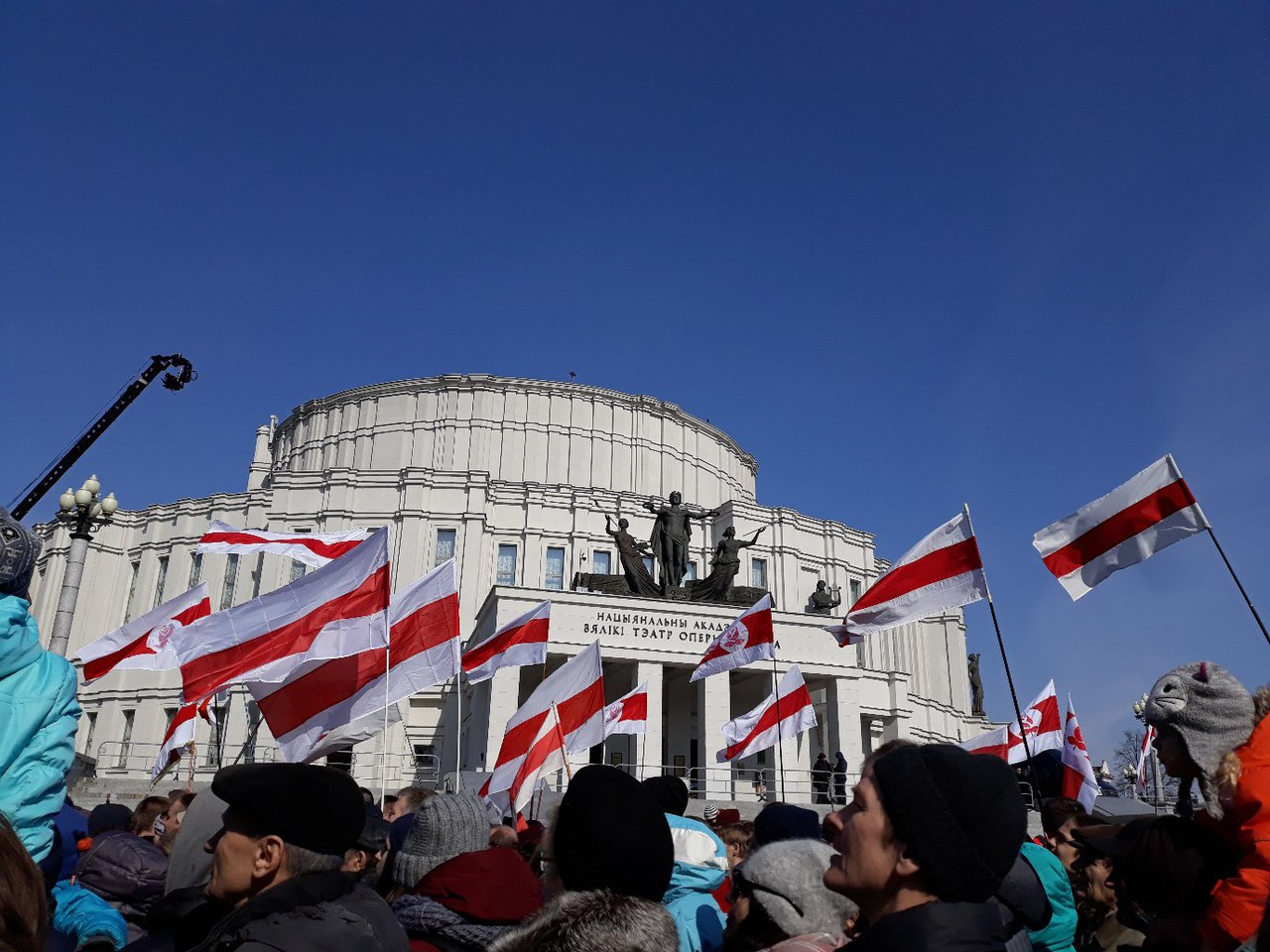
Святкування Дня Волі-2018 у Мінську

З початку 1990-х років у Мінську й інших містах Білорусі проводяться політичні акції, мітинги, ходи, присвячені цій даті. Міліція неодноразово припиняла ці масові заходи, а активістів, що брали в них участь, — арештовували.
Сучасна форма назви цього свята з'явилася в опозиційній білоруській пресі на початку 1990-х років.
Відповідником цього свята в білоруської діаспори в США є День незалежності. Зусиллями білоруських організацій у США після Другої світової війни сенатори, губернатори й мери відповідних адміністративних одиниць неодноразово проголошували й проводили 25 березня Білоруські дні в низці штатів і міст; неодноразово робота Сенату й Конгресу США починалася 25 березня молитвою за Білорусь, яку читає білоруський священник.
Уперше річницю проголошення Білоруської Народної Республіки відзначили 1919 року в Гродно. Пізніше святкові заходи проводилися в низці білоруських міст і містечок, таких як (Гродно, Ошмяни, Сморгонь та ін.), що опинилися в складі міжвоєнної Польської Республіки. Головні урочистості зазвичай проходили у Вільнюсі — колишній столиці білорусько-литовської держави, центрі політичного, економічного й культурного життя Західної Білорусі.
За оцінками організаторів, у святкуванні Дня Волі в Мінську біля Оперного театру 2018 року взяли участь близько 50 тис. білорусів.
Оскільки масові заходи, присвячені цій даті, у Білорусі заборонені, вони проводяться опозиційним діячами за кордоном.
16 травня 2024 року Слідчий комітет Білорусі оголосив, що проти учасників закордонного святкування Дня Волі 2024 року порушено кримінальні справи за статтями кримінального кодексу про створення екстремістського формування та участь у ньому та про дискредитацію Республіки Білорусь. СК оголосив, що має інформацію про 104 особи, які брали участь у святкуванні Дня Волі в різних містах зарубіжжя, а також анонсував обшуки, арешти майна та заочне провадження щодо підозрюваних.

## Фільми
Напередодні 90-ї річниці БНР вийшов документальний фільм «Дзень Волі» режисерів Юрія Хащавацького та Олега Дашкевича та письменника Уладзі́мєра Арло́ва.